# Партеній (мученик)
Святий Партеній (?, Вірменія — 15 травня 250, Рим) — ранньохристиянський святий та мученик, мощі якого зберігаються у церкві Пресвятого Серця Христового при монастирі Отців Василіян у м. Жовква в Галичині.
Ім'я Партеній з грецької означає «незайманий», «непорочний».

## Життєпис
Св. Партеній за переданням походив родом з Вірменії. Своїми власними здібностями й заслугами в дуже молодому віці заслужив собі на велику повагу в знатних осіб того часу. Про нього дійшла чутка аж до Риму, де після зустрічі з тодішнім безбожним цісарем Декієм, був призначений прімікарієм царського уряду, тобто, головним цісарським нотаріусом. Був св. Партеній в авторитеті серед римської знаті та у великих дружніх стосунках з потайним християнином, начальником міста Риму Еміліяном.
Коли чимало християн, з моменту проголошення цісарського декрету (що наказував безпощадно катувати усіх християн), почали утікати з Риму, святи Партеній зі своїм братом — священномучеником Кальогерієм — добровільно і свідомо продовжували залишатись на своїх посадах, очікуючи мученичої смерті. Після цілоденних мук, щоб відреклися від віри Христової, кати нічого не домоглися. Тоді св. Партенію та його братові було винесено присуд спалити вогнем, але на диво катів і всіх присутніх полум'я не хотіло поширюватися на святих. Після цього чуда з великою люттю їх було закатовано сильними ударами гарячим смолоскипом по голові.

## Мощі святого
У 1784 році мощі Священомученика Партенія, за клопотанням о. Єроніма Стрілецького, ЧСВВ та з дозволу Папи Пія VI, були перенесені з Відня (куди вони потрапили з Риму в 1782 році). О. Єронім Стрілецький знайшов їх у Відні у занедбаному стані й звернувся з проханням до Папи перенести їх до Жовкви, що й було узгоджено. З цього часу святий мученик Партеній вважається покровителем Жовкви.
У 1990-х роках церква, у якій знаходиться рака з мощами Святого Парфенія, була повернена Українській греко-католицькій церкві. Сьогодні — це монастир та церква Пресвятого Серця Христового ордену Василіян, у якій і зберігаються мощі. На мощах виразно видніються печатки Папи Римського, які засвідчують, що це справжні мощі св. Партенія.

## Пам'ять
Пам'ять святого мученика Партенія святкується на Галичині 19 травня в день мученицької кончини, а також у Неділю після Воздвиження Чесного і Животворящого Хреста Господнього — на згадку про перенесення його святих мощей.